# Ormsjön (Dorotea socken, Lappland)
Ormsjön är en sjö i Dorotea kommun i Lappland och ingår i Ångermanälvens huvudavrinningsområde. Sjön är 26,6 meter djup, har en yta på 27,4 kvadratkilometer och befinner sig 266 meter över havet. Sjön avvattnas av vattendraget Näsån (Långselån).
Vid sjöns norra strand ligger byarna Västra Ormsjö och Östra Ormsjö.
Vid sjön inträffade den 12 maj 1936 Ormsjöolyckan.

## Delavrinningsområde
Ormsjön ingår i det delavrinningsområde (714378-151048) som SMHI kallar för Utloppet av Ormsjön. Medelhöjden är 311 meter över havet och ytan är 90,94 kvadratkilometer. Räknas de 214 avrinningsområdena uppströms in blir den ackumulerade arean 2 201,2 kvadratkilometer. Näsån (Långselån) som avvattnar avrinningsområdet har biflödesordning 3, vilket innebär att vattnet flödar genom totalt 3 vattendrag innan det når havet efter 222 kilometer. Avrinningsområdet består mestadels av skog (59 procent). Avrinningsområdet har 27,56 kvadratkilometer vattenytor vilket ger det en sjöprocent på 30,3 procent.